# Andreas, Prinț de Saxa-Coburg și Gotha
Andreas, Prinț de Saxa-Coburg și Gotha, Duce de Saxonia (Andreas Michael Friedrich Hans Armin Siegfried Hubertus; n. 21 martie 1943 – d. 3 aprilie 2025) a fost Șeful Casei de Saxa-Coburg și Gotha din 1998. El era nepotul lui Charles Edward, Duce de Saxa-Coburg și Gotha, ultimul duce de Saxa-Coburg și Gotha care a domnit.

## Biografie

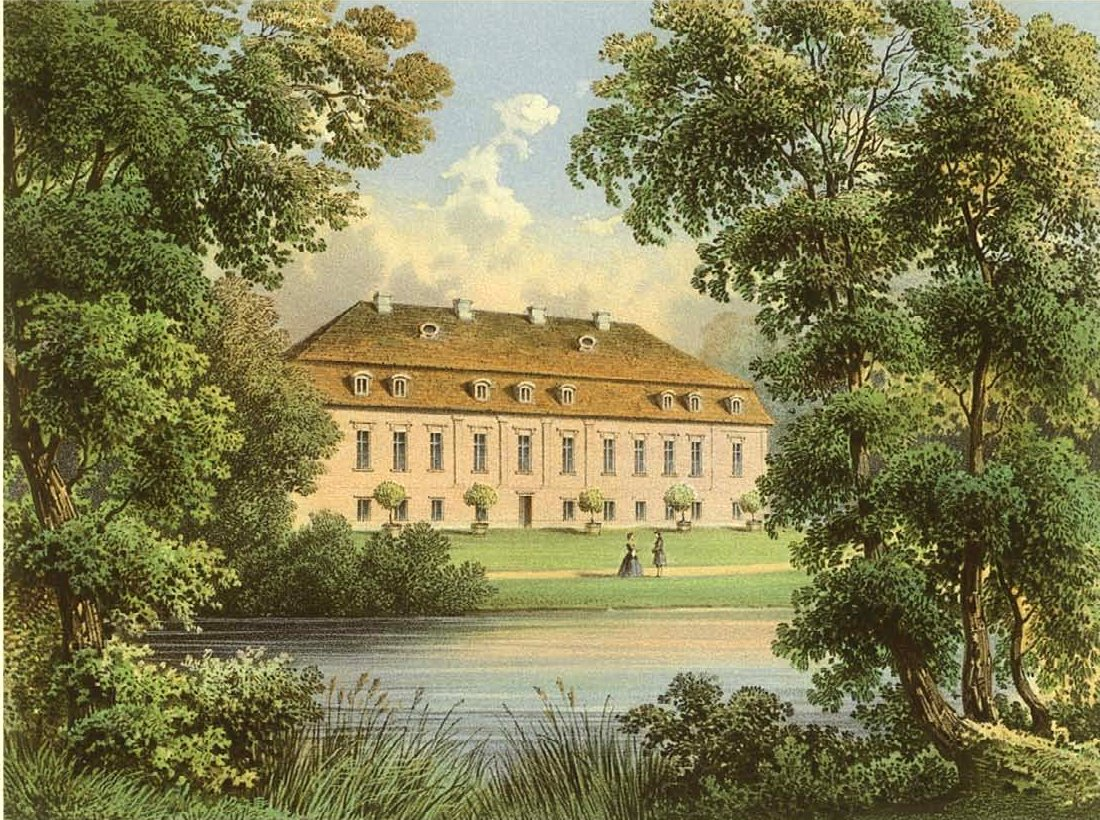
Castelul Casel, locul nașterii Prințului Andreas

Prințul Andreas s-a născut la castelul Casel ca singurul fiu al lui Friedrich Josias, Prinț de Saxa-Coburg și Gotha și a primei lui soții, Contesa Viktoria-Luise de Solms-Baruth. Părinții săi au divorțat în 1946 când Andreas avea trei ani. În 1949 el s-a mutat, împreună cu mama sa și cu cel de-al doilea soț al ei, la New Orleans în Statele Unite unde și-a petrecut copilăria.
Prințul Andreas a devenit moștenitor aparent la conducerea casei ducale la 6 martie 1954, când tatăl său a preluat conducerea. De la vârsta de 16 ani el a făcut vizite regulate în Germania pentru a se pregăti pentru viitorul rol ca șef al casei ducale, întorcându-se permanent în 1965. Și-a finalizat serviciul militar între 1966 și 1968 la batalionul nr. 6 de blindate de recunoaștere cu sediul la Eutin, Schleswig-Holstein. După ce a părăsit armata s-a pregătit ca comerciant de cherestea la Hamburg 1969-1971.

### Șef al casei ducale
Prințul Andreas a succedat la conducerea Casei de Saxa-Coburg și Gotha după decesul tatălui său la 23 ianuarie 1998. Deși Prințul Andreas este seniorul dinastic pe linie masculină descendent al Prințului Albert, el nu este moștenitor al titlului bunicului său de Duce de Albany; în schimb, fiul său Hubertus ar putea moșteni titlul de la ultimul Duce de Albany prin bunicul său, Johann Leopold, Prinț de Saxa-Coburg și Gotha Johann Leopold a fost fiul cel mare al fostului Duce de Albany, însă din cauza căsătoriei morganatice pe care a făcut-o a trebuit să renunțe la drepturile dinastice asupra Saxa-Coburg și Gotha.
Prințul Andreas a avut cetățenie germană și britanică și a fost un văr primar al regelui Carl al XVI-lea Gustaf al Suediei. El a fost nașul fiicei celei mici a regelui, Prințesa Madeleine, Ducesă de Hälsingland și Gästrikland.
Prințul Andreas a fost proprietarul Castelului Callenberg din Coburg și a Castelului Greinburg din Grein, Austria. El a gestionat moșiile familiei, inclusiv ferme, păduri și imobiliare.

### Căsătorie și copii
La Hamburg la 31 iulie 1971, Andreas s-a căsătorit cu Carin Dabelstein (n. 16 iulie 1946), fiica lui Adolf Wilhelm Martin Dabelstein, fabricant și comerciant, și a Irma Maria Margarete Callsen. Căsătoria, deși inegală ca rang, nu a fost considerată morganatică și a fost autorizată de tatăl lui Andreas. Ei au avut trei copii: 
1. Prințesa Stephanie Sibylla de Saxa-Coburg și Gotha (n. 31 ianuarie 1972, Hamburg)
2. Hubertus, Prinț ereditar de Saxa-Coburg și Gotha (n. 16 septembrie 1975, Hamburg), moștenitorul aparent
3. Prințul Alexandrer Philip de Saxa-Coburg și Gotha (n. 4 mai 1977, Coburg).